# Mojaseh
Mojaseh (persiska: مجسه) är en ort i Iran.   Den ligger i provinsen Kurdistan, i den nordvästra delen av landet, 500 km väster om huvudstaden Teheran. Mojaseh ligger 1 646 meter över havet och antalet invånare är 143.
Terrängen runt Mojaseh är lite bergig. Runt Mojaseh är det ganska tätbefolkat, med 93 invånare per kvadratkilometer. Närmaste större samhälle är Bāneh, 4,7 km väster om Mojaseh. Trakten runt Mojaseh består i huvudsak av gräsmarker.